# FC Lahti
FC Lahti is een Finse voetbalclub uit Lahti. De club ontstond in 1996 uit een fusie tussen Reipas Lahti en Kuusysi Lahti. De traditionele kleur is zwart. 

## Geschiedenis
De ene voorloper van FC Lahti werd in 1891 in Viipuri opgericht onder de naam Reipas Viipuri (Viipurin Reipas). Toen Viipuri, het huidige Vyborg, na de Tweede Wereldoorlog in de Sovjet-Unie was komen te liggen, kwamen veel inwoners van die stad in Lahti te wonen en zij namen hun club mee. Pas in 1962 verdween Viipuri uit de clubnaam. Reipas had een grote rol in de historie van het Finse voetbal. Zo werden er drie titels gewonnen en zeven Finse bekers. De andere club uit Lahti, Kuusysi, behaalde haar successen in het Finse voetbal nadat de beste jaren van Reipas Lahti voorbij waren. Kuusysi Lahti behaalde vijf landstitels en een tweetal nationale bekers.
In 1996 werd FC Lahti officieel opgericht na een fusie tussen Kuusysi Lahti en Reipas Lahti, die beide naar de Ykkönen waren afgezakt. De eerste wedstrijden in competitieverband speelde de club in 1997. Aan het eind van het seizoen 1998 werd voor het eerst promotie afgedwongen naar de hoogste divisie van het Finse betaalde voetbal, de Veikkausliiga. Onder de naam FC Lahti wist de club tot op heden nog geen enkele prijs te pakken. In het seizoen 2010 eindigde Lahti op de laatste plaats in de Veikkausliiga en degradeerde naar de Ykkönen. In 2011 werd de club kampioen onder leiding van trainer-coach Tommi Kautonen en promoveerde weer.

## Erelijst

### FC Lahti
Liigacup: 2007, 2013, 2016
Ykkönen: 2011

### Reipas Lahti
Landskampioen : 1963, 1967, 1970
Suomen Cup : 1964, 1972, 1973, 1974, 1975, 1976, 1978

### Kuusysi Lahti
Landskampioen : 1982, 1984, 1986, 1989, 1991
Suomen Cup : 1983, 1987

## Eindklasseringen
| Seizoen | №  | Clubs | Divisie       | Duels | Winst | Gelijk | Verlies | Doelsaldo | Punten | Tsch  |
| ------- | -- | ----- | ------------- | ----- | ----- | ------ | ------- | --------- | ------ | ----- |
| 1999    | 10 | 12    | Veikkausliiga | 28    | 8     | 6      | 14      | 34–55     | 30     | 1.449 |
| 2000    | 8  | 12    | Veikkausliiga | 33    | 10    | 9      | 14      | 36–35     | 39     | 1.325 |
| 2001    | 9  | 12    | Veikkausliiga | 33    | 9     | 9      | 15      | 38–48     | 36     | 1.572 |
| 2002    | 8  | 12    | Veikkausliiga | 29    | 9     | 6      | 14      | 25–44     | 33     | 1.507 |
| 2003    | 5  | 14    | Veikkausliiga | 26    | 11    | 8      | 7       | 40–31     | 41     | 2.403 |
| 2004    | 7  | 14    | Veikkausliiga | 26    | 9     | 11     | 6       | 37–33     | 38     | 3.295 |
| 2005    | 6  | 14    | Veikkausliiga | 26    | 11    | 5      | 10      | 39–36     | 38     | 2.416 |
| 2006    | 8  | 13    | Veikkausliiga | 24    | 9     | 4      | 11      | 26–34     | 31     | 2.052 |
| 2007    | 8  | 14    | Veikkausliiga | 26    | 9     | 6      | 11      | 38–34     | 33     | 2.293 |
| 2008    | 3  | 14    | Veikkausliiga | 26    | 15    | 3      | 8       | 44–24     | 48     | 2.532 |
| 2009    | 11 | 14    | Veikkausliiga | 26    | 8     | 7      | 11      | 33–40     | 31     | 2.082 |
| 2010    | 14 | 14    | Veikkausliiga | 26    | 5     | 11     | 10      | 26–37     | 26     | 2.406 |
| 2011    | 1  | 13    | Ykkönen       | 24    | 16    | 4      | 4       | 50–18     | 52     | 1.788 |
| 2012    | 5  | 12    | Veikkausliiga | 33    | 16    | 2      | 15      | 45–49     | 50     | 1.471 |
| 2013    | 5  | 12    | Veikkausliiga | 33    | 15    | 3      | 15      | 47–49     | 48     | 2.217 |
| 2014    | 3  | 12    | Veikkausliiga | 33    | 15    | 13     | 5       | 45–23     | 58     | 2.698 |
| 2015    | 5  | 12    | Veikkausliiga | 33    | 12    | 12     | 9       | 38–36     | 48     | 2.136 |
| 2016    | 8  | 12    | Veikkausliiga | 33    | 10    | 12     | 11      | 42–43     | 42     | 2.052 |
| 2017    | 4  | 12    | Veikkausliiga | 33    | 12    | 13     | 8       | 46–31     | 49     | 2.469 |
| 2018    | 8  | 12    | Veikkausliiga | 33    | 9     | 13     | 11      | 30–38     | 40     | 1.820 |
| 2019    | 8  | 12    | Veikkausliiga | 27    | 9     | 9      | 9       | 29–36     | 36     | 2.469 |
| 2020    | 6  | 12    | Veikkausliiga | 22    | 8     | 8      | 6       | 33–30     | 32     | 1.402 |
| 2021    | 7  | 12    | Veikkausliiga | 27    | 10    | 10     | 7       | 35–30     | 40     | 1.272 |
| 2022    | 11 | 12    | Veikkausliiga | 27    | 5     | 6      | 16      | 26–55     | 21     | 1.464 |
| 2023    | 9  | 12    | Veikkausliiga | 27    | 7     | 8      | 12      | 26-41     | 29     | 2.133 |
| 2024    | 11 | 11    | Veikkausliiga | 27    | 4     | 12     | 11      | 31-47     | 24     | 2.275 |
| 2025    |    |       | Ykkönen       |       |       |        |         |           |        |       |

## Kampioensteams
- 1982 — Ismo Korhonen, Tapani Rantanen, Esa Pekonen, Juha Saarikunnas, Kari Eloranta, Ilkka Remes, Timo Kautonen, Juha Annunen, Petri Kurki, Jorma Kallio, Raimo Kumpulainen, Ilpo Talvio, Keijo Kousa, Markus Törnvall, Jarmo Koivuniemi, Gary Morrow en Reijo Lindström. Trainer-coach: Keijo Voutilainen.
- 1984 — Ismo Korhonen, Jyrki Hännikäinen, Ari Inkeroinen, Esa Pekonen, Ilkka Remes, Raimo Kumpulainen, Kenneth Mitchell, Jari Rinne, Ilpo Talvio, Petri Tiainen, Keith Armstrong, Jarmo Kaivonurmi, Keijo Kousa, Ismo Lius, Markus Törnvall en Arto Viljanen. Trainer-coach: Keijo Voutilainen.

## In Europa
FC Lahti (c.q. een voorganger) speelt sinds 1964/65 in diverse Europese competities. Hieronder staan de competities en in welke seizoenen de club deelnam:
- Champions League (1x)

1992/93
- Europacup I (7x)

1964/65, 1968/69, 1971/72, 1983/84, 1985/86, 1987/88, 1990/91
- Europa League (3x)

2009/10, 2015/16, 2018/19
- Europacup II (10x)

1965/66, 1973/74, 1974/75, 1975/76, 1976/77, 1977/78, 1979/80, 1982/83, 1984/85, 1988/89
- UEFA Cup (3x)

1989/90, 1991/92, 1993/94

## Stadion
Het Lahden Stadion is de thuishaven van de club en biedt plaats aan 15.000 toeschouwers. Hiermee is het een van de grootste stadions van Finland.

## Bekende (oud-)spelers
- Joni Aho
- Tuomas Haapala
- Hannu Jäntti
- Petri Järvinen
- Jesse Joronen
- Jukka Koskinen
- Njazi Kuqi
- Tomi Kinnunen
- Pekka Lagerblom
- Jari Litmanen
- Olavi Litmanen
- Sami Mahlio
- Timo Marjamaa
- Henrik Moisander
- Petri Pasanen
- Tero Penttilä
- Ilkka Remes
- Hafid Salhi
- Mika Väyrynen
- Indrek Zelinski

## Trainers
- Harri Kampman (1997)
- Esa Pekonen (1998-99)
- Jari Pyykölä (1999-01)
- Harri Kampman (2005)
- Antti Muurinen (2006-07)
- Ilkka Mäkelä (2008-10)
- Tommi Kautonen (2010-13)
- Juha Malinen (2013)
- Toni Korkeakunnas (2014-)